# Povirni studenčar
Povirni studenčar (znanstveno ime Cordulegaster bidentata) je vrsta raznokrilih kačjih pastirjev iz družine studenčarjev, razširjena v večjem delu Evrope.

## Opis
Odrasli samci dosežejo 69 do 78 mm v dolžino, samice pa 74 do 83, s čimer je povirni studenčar eden najmanjših studenčarjev. Natančno določanje je težavno, saj ta rod sestavljata dva kompleksa vrst, znotraj katerih so si vrste zelo podobne in še ni dovolj podatkov, da bi bilo jasno, kateri znaki so zares zanesljivi. Vsi imajo črno obarvanost oprsja in zadka z rumenimi lisami, ločijo pa se po velikosti in številu teh lis. Od ostalih dveh vrst kompleksa »bidentata«, C. helladica in C. insignis, je povirnega studenčarja možno ločiti po tem, da so rumene prečne proge na zadku majhne in se na trebušni strani srednjih členov zadka ne stikajo ter imajo od strani trikotno obliko, in črnem trikotniku za očmi.
Območje razširjenosti povirnega studenčarja se delno prekriva tudi s podobnim studenčarjem (C. boltonii) iz kompleksa »boltonii«, ki je prav tako težaven za razločevanje; povirni studenčar je v povprečju manjši, uporabni pa so tudi splošni znaki za razločevanje med kompleksoma: pri povirnem studenčarju je denimo rumena lisa ob strani prvega člena oprsja poševna, pri podobnem studenčarju pa v obliki obrnjene črke C.

## Ekologija in razširjenost
Lažje kot po anatomskih znakih je studenčarje možno ločiti po razširjenosti in habitatu. Ostali dve vrsti iz kompleksa »bidentata« živita na skrajnem jugovzhodu Evrope oz. v Anatoliji, podobni studenčar pa preferira večja vodna telesa, zato se zadržuje v nižjih predelih, medtem ko je povirni studenčar sredogorska vrsta. Je evropski endemit in ima največje območje razširjenosti med vsemi evropskimi endemiti, ki se razteza po večini Zahodne in Srednje Evrope do Karpatov na vzhodu ter na Apeninskem polotoku in Balkanu do juga. Na Siciliji in v Kalabriji živi podvrsta C. b. sicilica.
Razmnožujejo se v izvirih in počasi tekočih potokih sredogorja, v Alpah in Pirenejih do 1400 m nadmorske višine. Odrasli potrebujejo svetle mešane ali listopadne gozdove v pasu zmernega ali sredozemskega podnebja.
V Sloveniji je povirni studenčar splošno razširjen, a redek. Zaradi izginjanja primernih habitatov je uvrščen med ranljive vrste.